# Mohammed Aslam

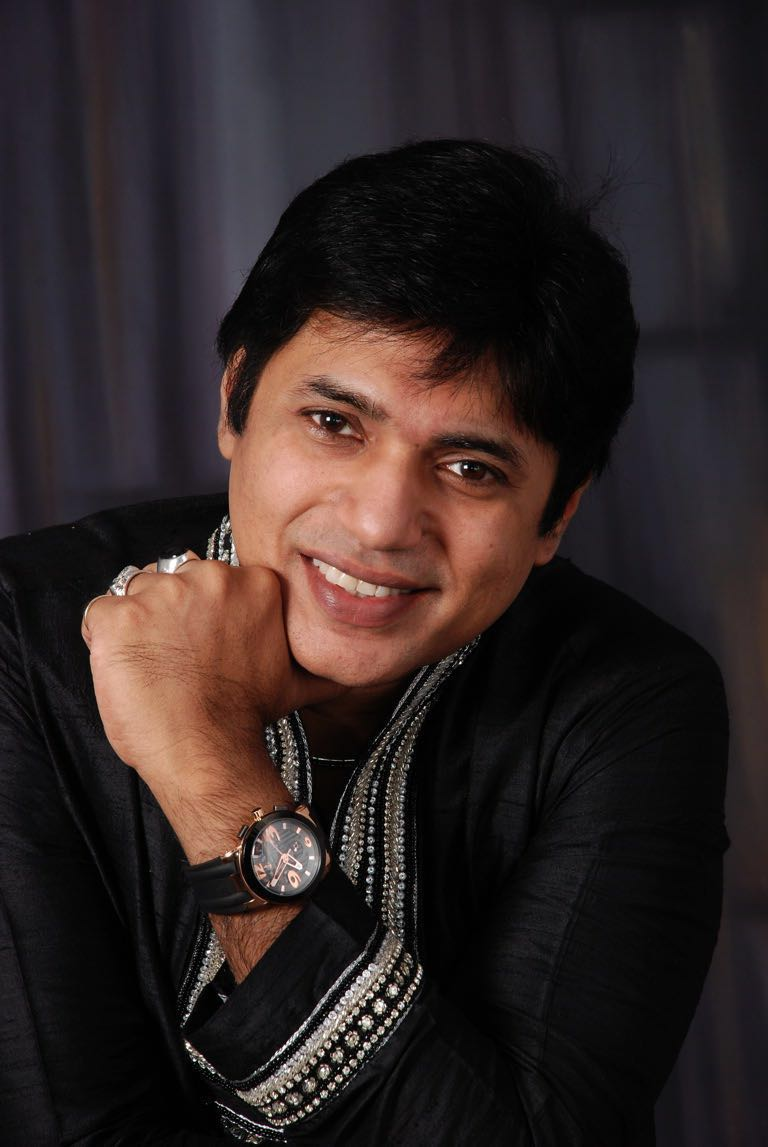

Mohammed Aslam is een playbackzanger uit Zuid-India. Hij is in India het meest bekend door zijn concertreeks "Aslam Nite", gewijd aan deliedjes van muzieklegende Mohammed Rafi. Hij heeft opgetreden in India en landen aan de Perzische Golf.

## Vroege leven en loopbaan
In zijn jeugdjaren werd Aslam geïnspireerd door de zangers Kishore Kumar, Mohammed Rafi en Mukesh. Hij begon met zingen op zijn zesde en begon met optreden toen hij dertien was. Hij heeft meer dan tweeduizend concerten gegeven. Zijn eerste filmliedje was "Naan Uravukaaran" in Nattamai, geregisseerd door K S Ravikumar in 1994. Hierna zong hij voor verschillende Tamil and Telugu-films. Hij heeft gewerkt met A.R. Rahman (hitfilms als Rang De Basanti and Jodha Akbar). Hij werkte ook mee aan een wereldtournee van A.R Rahman.

## Discografie

### Liejdes (keuze)
| Jaar | Film                         | Componist    | Liedje                                            |
| ---- | ---------------------------- | ------------ | ------------------------------------------------- |
| 1994 | Nattamai                     | Sirpy        | "Naan Uravukaaran"                                |
| 1996 | Poove Unakkake               | S A Rajkumar |                                                   |
| 1997 | Love Today                   | Shiva        | "Yen Pennendru" (Duet) met Bombay Jayasri         |
| 1998 | Suryavamsham                 | S A Rajkumar |                                                   |
| 2003 | Naaga                        | Vidyasagar   | "Anakapalli Centerlo ki Dhool"                    |
| 2006 | Aadatha Aattamellam          | A R Reihana  | "Thalattu padamal"                                |
| 2006 | Rang De Basanti              | A. R. Rahman | "Paathshala" "Khalbali" "Paathshala (Be a Rebel)" |
| 2006 | Sillunu oru Kaadhal          | A. R. Rahman | "Maaricham"                                       |
| 2006 | Sillunu oru Kaadhal (Telugu) | A. R. Rahman | "Gaandharvam"                                     |
| 2006 | Varalaru                     | A. R. Rahman | "Ilamai"                                          |
| 2006 | Varalaru                     | A. R. Rahman | "Ilamai Remix"                                    |
| 2007 | Guru (Gurukanth- Telugu)     | A. R. Rahman | "Ee Haayilo"                                      |
| 2007 | Azhakiya Tamizh Magan        | A. R. Rahman | "Ponmagal Vandaal"                                |
| 2008 | Jodha Akbar                  | A. R. Rahman | "Azeem-O-Shaan Shahenshah"                        |
| 2008 | Jaane Tu Ya Jaane Na         | A. R. Rahman | "Pappu Can't Dance"                               |
| 2010 | Sanchari(Kannada)            |              |                                                   |